# شخصيات هاف-لايف
هذه قائمة بالشخصيات الموجودة في سلسلة ألعاب هاف-لايف، التي تتضمن هاف-لايف، هاف-لايف 2 والتوسعات والحلقات الخاصة بكل منهما.

## ظهرت في هاف-لايف وحزم التوسعة
هذا القسم يتناول الشخصيات التي تظهر في هاف-لايف

### غوردون فريمان
غوردون فريمان (بالإنجليزية: Gordon Freeman)‏ هو شخصية وهمية والبطل الرئيسي في سلسلة هاف-لايف لألعاب الفيديو. عالم في الفيزياء النظرية تم تعينه من قبل مركز بلاك ميسا للأبحاث. لا ينطق أي كلمة، جدي طوال الوقت. يبلغ من العمر 37 عاما. ولد في سياتل، واشنطن وتعلم في معهد ماساتشوستس للتقنية.

### بارني كالهون
هو شخصية اللاعب في هاف-لايف: بلو شيفت وشخصية رئيسية في هاف-لايف 2 وأيبيسود ون. قدم مايكل شابيرو صوت بارني في العاب السلسلة. أعار سكوت لينك وجهه للاستخدام كوجه بارني داخل اللعبة في هاف-لايف 2.

## ظهرت في هاف-لايف 2 وحلقاتها
هذا القسم يتناول الشخصيات التي تظهر في هاف-لايف 2، أيبيسود ون وأيبيسود تو

### أليكس فانس
أليكس فانس هي إحدى شخصيات لعبة الفيديو هاف-لايف 2 وحلقاتها التالية: هاف-لايف 2: أيبيسود ون وهاف-لايف 2: أيبيسود تو. تظهر أليكس كامرأة شابة في منتصف العشرينات منحدرة من أصل آفرو-آسيوي، وهي شخصية بارزة في المقاومة الإنسانية ضد ضد عرق الكومباين الفضائيين وممثلهم البشري، د برين. أليكس صديقة مقربة وحليفة لشخصية اللاعب، غوردون فريمان. تستخدم شخصية أليكس نسخة معدلة من وجه الممثلة جميل مولن، وتأدي صوتها داندريدج ميرل.

### آيزاك كلاينر
د آيزاك كلاينر (يؤدي صوته هاري إس. روبينز) هو أحد ناجي بلاك ميسا وأحد العلماء الرائدين للمقاومة ضد الكومباين.

### إيلاي فانس
د إيلاي فانس هو فيزيائي، باحث وخريج جامعة هارفارد. هو والد أليكس فانس. زوجته الراحلة، آزيان، ماتت بعد أحداث بلاك ميسا. في ايبيسود تو، يعمل إيلاي فانس في منشاة وايت فوريست قبل أن يقتله «مستشار كومباين».

### جوديث موسمان
د جوديث موسمان (تؤدي صوتها ميشيل فوربس) تظهر أول مرة لفترة وجيزة في فصل ريد ليتر داي (اليوم المهم) وهي تحاول تثبيت اتزان نقل غوردون فريمان عن بعد. في بلاك ميسا إيست تلتقي غوردون فريمان عند مدخل المنشأة وتخبره عن الأبحاث التي تجرى هناك وبإعجابها العميق لفريمان. على الرغم من ولعها الواضح جدا من د. إيلاي فانس، فهى تتجادل مع ابنته، أليكس فانس؛ د. موسمان لا توافقها الرؤية خفيفة الظل للعلم. من الواضح أن المرأتين تكرهان بعضهما. يذكر إيلاي أن جوديث وغوردون تقدما للوظيفة نفسها في مركز بلاك ميسا للأبحاث، لكن فريمان حصل عليها، نظرا لخبرته.
يصبح لكراهية أليكس ما يبررها على ما يبدو عندما تخون جوديث المقاومة. تقوم موسمان بكشف مكان بلاك ميسا إيست للكومباين، سامحة لهم اجتياح المنطقة واتخاذ د. فانس سجينا.

### والاس برين
كان د. والاس برين (أدى صوته روبرت كالب) مدير مركز بلاك ميسا للأبحاث وقت وقوع «حادثة بلاك ميسا»، التي صورت أحداثها في هاف-لايف، لكنه لم يرَ ولم يذكر بالاسم (كان يشار إليه دائما بالمدير). بعد حرب الساعات السبعة، «فاوض» الكومباين على اتفاقية سلام أنقذت الإنسانية، على حساب استعبادهم. عين د. برين حاكما للأرض كدمية في يد الكومباين الذين ليس لديهم وجود فعلي يذكر على الكوكب.